# Geoffrey Melin
Pour les articles homonymes, voir Melin (homonymie).
Geoffrey Melin, né le 24 juillet 1974 à Huy, est un animateur de radio et de télévision belge.
Très jeune il est attiré par le milieu artistique, il multiplie les occasions pour monter sur scène durant les années 1980, comme les concours de chant aux fêtes du village, concours playback, théâtre à l'école, radio de quartier...
Mais c'est en 1995, à la suite d'une formation d'animateur technicien radio chez Equinoxe FM et radio Contact Liège que tout démarre. D'abord animateur avec comme émissions phares « La nuit Blanche » avec Fred et Frank la première libre antenne d’Equinoxe FM, « Le mag génération jeune » avec Nathalie, Lisa, Alain et Gianni un cocktail d’infos pour les jeunes ados ! Sans oublier « Positive Way » émission eurodance des années 1990.
Ensuite le Club Méditerranée lui ouvrit les portes des "G.O.", gentils organisateurs, au menu: animations en tout genre, one manshow, comédie, théâtre...
En même temps, il partage les castings pour des courts métrages et pub divers.
Entre 1999 et 2007, il raccroche le milieu artistique pour seulement y revenir en septembre 2007 sur RTL-TVI avec l'émission "RTL c'est vous".
Depuis, il est animateur de l'émission "Tous en Boite" sur Equinoxe FM tous les samedis de 20 à 22h et artiste pigiste comme voix-off/ figuration pub/ Comédien et animations tv...